# (37199) 2000 WV92
2000 WV92 (asteroide 37199) é um asteroide da cintura principal. Possui uma excentricidade de 0.06927380 e uma inclinação de 4.72894º.
Este asteroide foi descoberto no dia 21 de novembro de 2000 por LINEAR em Socorro.